# Christian Kersting
Christian Kersting (* 1971 in Salzkotten) ist ein deutscher Rechtswissenschaftler und Hochschullehrer an der Heinrich-Heine-Universität Düsseldorf.

## Leben
Kersting studierte ab 1992 Rechtswissenschaften an der Universität Bonn und der Universität Lausanne und im Teilzeitstudium Wirtschaftswissenschaften an der Fernuniversität Hagen. Nach seinem Ersten Juristischen Staatsexamen 1997 in Bonn arbeitete er zunächst als wissenschaftliche Hilfskraft am Bonner Institut für Steuerrecht, bevor er 1999 sein Referendariat begann. 2000 schloss er noch während seines Referendariats bei Wolfgang Schön in Bonn seine Promotion zum Dr. iur. ab; ein Jahr später legte Kersting sein Zweites Staatsexamen ab. Dem schloss er ein Studium an der Yale Law School an, das er 2002 mit dem Erwerb des Titels Master of Laws abschloss.
Anschließend kehrte er nach Deutschland zurück und arbeitete als Referent am Max-Planck-Institut für Geistiges Eigentum, Wettbewerbs- und Steuerrecht in München. An der Universität München habilitierte Kersting sich 2006 unter dem mittlerweile dort tätigen Schön und erhielt die Venia legendi für die Fächer Bürgerliches Recht, deutsches und europäisches Handels-, Gesellschafts-, Bilanz- und Kapitalmarktrecht, Rechtsvergleichung, Steuerrecht. In der Folge war Kersting zunächst als Privatdozent an der Universität München tätig. Im Sommersemester 2007 vertrat er einen Lehrstuhl an der Universität Lausanne. 2007 nahm er unter Ablehnung von Rufen der Universitäten Kiel, Mannheim sowie der European Business School einen Ruf der Universität Düsseldorf an, wo er seitdem den Lehrstuhl für Bürgerliches Recht sowie deutsches und internationales Unternehmens-, Wirtschafts- und Kartellrecht innehat. Darüber hinaus lehrt Kersting an der Wirtschaftsuniversität Wien im Studiengang Postgraduate International Tax Law.

## Werke (Auswahl)
Kerstings Forschungsschwerpunkte liegen entsprechend der Denomination seines Lehrstuhls im Handels- und Gesellschaftsrecht, im Kapitalmarktrecht sowie im Kartellrecht. Des Weiteren hat Kersting umfangreich zum Wirtschafts- und Unternehmensrecht publiziert. Hinzu kommen Kommentierungen zum HGB und zum AktG in Fachkommentaren.
- Die Vorgesellschaft im europäischen Gesellschaftsrecht – Gemeinschaftsrechtliche Vorgaben und nationale Rechtsordnungen. Heymanns, Köln 2000, ISBN 978-3-452-24697-4 (Dissertation).
- Die Dritthaftung für Informationen im Bürgerlichen Recht. C.H. Beck, München 2007, ISBN 978-3-406-55916-7 (Habilitationsschrift).
- mit Nicola Preuß: Umsetzung der Kartellschadensersatzrichtlinie (2014/104/EU) – Ein Gesetzgebungsvorschlag aus der Wissenschaft. Nomos, Baden-Baden 2015, ISBN 978-3-8487-2705-6.
- mit Klaus-Dieter Drüen: Steuerrechtliche Abzugsfähigkeit von Kartellgeldbußen des Bundeskartellamtes. Nomos, baden-Baden 2016, ISBN 978-3-8487-2830-5.